# Romaric Perche
Romaric Perche (23 agosto 1986) è un attore francese.
Ha esordito nel 1996 comparendo nel cast del telefilm francese Il comandante Florent interpretando Nicolas Florent, figlio della protagonista della serie. Nel frattempo, ha partecipato al film Fait d'hiver.

## Filmografia

### Cinema
- Madame Dron, regia di Régis Roinsard - cortometraggio (1998)
- Fait d'hiver, regia di Robert Enrico (1999)

### Televisione
- Il comandante Florent (Une femme d'honneur) – serie TV, 31 episodi (1997-2006)